# Епитафи Маркићевићима и Никетићима на гробљу Рајковача у Ртарима
Епитафи Маркићевићима и Никетићима на гробљу Рајковача у Ртарима чине епиграфска и фамилијарна сведочанства преписана са старих надгробних споменика у доњодрагачевском селу Ртари, Oпштина Лучани.
Нема података када су се и одакле су доселили Маркићевићи, али се на основу основу турских дефтера од 1822. до 1835. може се установити да је ова фамилија живела на подручју Клисуре.
У Државном попису имовине и становништва Кнежевине Србије из 1862/63. наводе се три Маркићевића: Марко (супруга Стамена), Станоје (супруга Станислава) и Дмитар (супруга Ружица).
Око 1880. године последњи мушки изданак ове фамилије одсељен је у чачанске Риђаге - од њега потичу данашњи Маркићевићи у Риђагама.
Тимотије Никетић доселио се из Негришора и призетио за Петрију, ћерку Милана и Марије Маркићевића. Од 1912. до 1918. године Никетићи су претрпели велика страдања. Погинули су тројица браће: Божидар, Секула и Станко, док су код куће од разних болести помрли сви чланови, изузев осмогодишњег Радомира.
Ртарских Никетића има у Ртарима, Лучанима и Горажду. Славе Аранђеловдан.
Споменик Милици Маркићевић (†18??)
Овде почива раба божиа
МИЛИЦА
кћи Марка Маркићевића...

Споменик Спасоју Маркићевићу (†1865)
Приђи ближе брате
и реци Бог да прости
раба божијег
СПАСОЈА Маркићевића из: Р:
по: 24: го:
умре 15-ог сеп. 1865: Го:
Билег оваи подигне му Дмитар брат његов

Споменик Петрији Маркићевић (†18??)
Овде почива Раб божија
ПЕТРИЈА
супруга Петра Маркићевића из Ртара
кћер Вилимана из Дучаловића
поживи 31 год
а умре (оштећено)

Споменик Стамени Маркићевић (†1871)
Р. Б.
СТАМЕНА
супруга Марка Маркићевића житеља Ртара
поживи 46: Г:
а умре 26 новембра 1871 г.
Спомен подиже син Недељко Маркићевић

Споменик дечаку Велимиру Никетићу (†1880)
Младенац
ВЕЛИМИР
син Тимотија Никетића
умро од 11. год.
5 марта 1880 г.
Спомен подиже му мајка Петрија

Споменик Тимотију Никетићу (†1887)
Раб божи
ТИМОТИЈЕ Никетић из Ртара
поживи 46. г.
умре 9 феб. 1887. г.
Спомен подигоше њему синови
Секула, Божо, Драган и Станко